# Gianmaria Bruni
Gianmaria "Gimmi" Bruni (Rim, Italija, 30. svibnja 1981.) je talijanski vozač automobilističkih utrka. Godine 1998. osvojio je naslov u Talijanskoj Formuli Renault Campus. U Formuli 1 je nastupao 2004. za momčad Minardi, no nije uspio osvojiti bodove. Na utrci 24 sata Le Mansa se neprekidno natječe od 2008., a tri puta je bio najbolji u svojoj klasi; 2008., 2012. i 2014.

## Vanjske poveznice
- Gimmi Bruni - Stats F1
- Gianmaria Bruni - Driver Database
- All Results of Gianmaria Bruni - Racing Sports Cars